# Lukarsko Goševo
Lukarsko Goševo, település Szerbiában, a Raskai körzet Novi Pazar községében.

## Népesség
- 1948-ban 833 lakosa volt.
- 1953-ban 877 lakosa volt.
- 1961-ben 980 lakosa volt.
- 1971-ben 1 074 lakosa volt.
- 1981-ben 1 129 lakosa volt.
- 1991-ben 1 007 lakosa volt.
- 2002-ben 850 lakosa volt, melyből 729 bosnyák (85,76%), 107 szerb (12,58%), 13 muzulmán és 1 albán.